# Виправна колонія
Виправна колонія — вид виправно-трудових установ для утримання повнолітніх громадян, засуджених до позбавлення волі. Був поширений в СРСР, а нині — в деяких пострадянських країнах.
Виправно-трудові колонії поділяються на колонії-поселення:
- для осіб, які вчинили злочини з необережності;
- для осіб, які вчинили умисні злочини;
- для осіб, які твердо стали на шлях виправлення.

Існують також колонії загального, посиленого (тільки для чоловіків), суворого та особливого (теж тільки для чоловіків) режиму.